# 岡本麻見
岡本 麻見（おかもと あさみ、1974年12月22日 - ）は、東京都出身の元女性声優。

## 経歴
最初、将来の夢は歌のお姉さんで、児童合唱団に入っていた。合唱団でミュージカルに出演していた時に子役をしたかったものの、させてもらえなかった。合唱団には声優デビューしてからしばらくするまで所属していた。音楽大学へ進学しようとしていたが、友人から歌のお姉さんになるために音大に行く人はいないと言われてショックを受ける。だが歌のお姉さんにもなれる声優のことに気付き、同時期に行われていたゲーム『センチメンタルグラフティ』の一般オーディションへ応募、同作の星野明日香役に選ばれる。
マーカス、青二プロダクションを経てトルバドール音楽事務所を退所して以降の詳しい動向は不明で、活動休止状態である。

## 人物
- 『センチメンタルグラフティ』同期デビューの鈴木麗子、西口有香、牧島有希、今野宏美、岡田純子の6人組を通称「うさぎ組」（所属事務所マーカス）と呼ぶ。特に牧島とはデビュー当時からの親友で仲が良く、現在もプライベートで交流がある。デビューしたての頃には牧島と共同で動物を飼っていたこともある。
- 2016年10月、『センチメンタルグラフティ』が2018年1月に発売から20年が経過することから、同作で共演した西口や豊嶋真千子らを中心に嘗て参加していたユニット「SGガールズ」が再結成され、「センチ20thプロジェクト」と題したイベントを企画することになったが岡本、牧島、小田美智子の3人は再結成には参加しなかった[6]。
- 特技は口笛[1]。
- 妹が1人いる。

## 後任・代役
岡本の持ち役を引き継いだ声優は以下の通り。
| 後任     | 役名     | 概要作品 | 後任の初担当作品 |
| -------- | -------- | -------- | ---------------- |
| 武田彩良 | 霧島佳乃 | 『AIR』  | 『かぎなど』     |

## 出演
※太字はメインキャラクター。

### テレビアニメ
1998年
- センチメンタルジャーニー（星野明日香）

2000年
- ヴァンドレッド（レジB）

2003年
- onちゃん夢パワー大冒険!（マコト）
- アニメ古典文学館（女房）
- クラッシュギアNitro（BB 他）
- PAPUWA（女の子）

2005年
- AIR（霧島佳乃）

2007年
- スイスイ!フィジー!（ハナ）
- レ・ミゼラブル 少女コゼット（マリー、子供）

2008年
- ポルフィの長い旅（クリステル）

### Webアニメ
- いくぜっ! 源さん（2008年、女の子A）

### ゲーム
1997年
- 卒業 Vacation（伊東由紀恵）

1998年
- センチメンタルグラフティ（星野明日香）
- 卒業III 〜Wedding Bell〜（カウベル）

2000年
- マリオネットカンパニー2 Chu!（上野ななみ）
- センチメンタルグラフティ2（星野明日香）

2001年
- AIR（霧島佳乃）

2002年
- Milky Season（森下潤未）
- リーヴェルファンタジア〜マリエルと妖精物語〜（ホリー）

### ドラマCD
時期不明
- ミルキィ・シーズン ペア・コレクションVol.2 立花真白&森下潤未（森下潤未）

2001年
- テイルズ オブ ファンタジア なりきりダンジョン -月の章-（テレサ）

### ナレーション
- saku saku（tvk）

### ラジオ
- 夜はぷちぷちへなちょこラジオ

## ディスコグラフィ

### キャラクターソング
| 発売日        | 商品名                                                  | 歌                                         | 楽曲                 | 備考                                     |
| ------------- | ------------------------------------------------------- | ------------------------------------------ | -------------------- | ---------------------------------------- |
| 1997年7月19日 | センチメンタルグラフティ キャラクターソング8 星野明日香 | 星野明日香（岡本麻見）                     | 「Sweet Tears」      | ゲーム『センチメンタルグラフティ』関連曲 |
| 1998年8月1日  | センチメンタルグラフティ ソングコレクション             | 星野明日香（岡本麻見）、高戸靖広           | 「涙のサイドシート」 | ゲーム『センチメンタルグラフティ』関連曲 |
| 年月日        | Milky Season Pair Collection Vol.2 立花真白＆森下潤未   | 立花真白（今野宏美）、森下潤未（岡本麻見） | 「」                 | ゲーム『Milky Season』関連曲             |